# Nienaszów
Nienaszów [pronunciación en polaco: /ɲeˈnaʂuf/] es un pueblo en el distrito administrativo de Gmina Nowy Żmigród, dentro del Distrito de Jasło, Voivodato de Subcarpacia, en el sudeste de Polonia. Se encuentra aproximadamente 5 kilómetros al noreste de Nowy Żmigród, 16 kilómetros al sudeste de Jasło, y 54 kilómetros al sudoeste de la capital regional, Rzeszów.
El pueblo tiene una población aproximada de 1.200 habitantes.